# Alfonso Antonio Portillo Cabrera

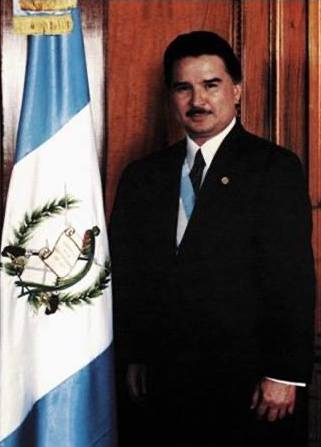
Offizielles Porträt

Alfonso Antonio Portillo Cabrera (* 24. September 1951 in Zacapa) ist ein guatemaltekischer Politiker. Er war von 2000 bis 2004 Staatspräsident von Guatemala.

## Leben
Nach dem Studium der Volkswirtschaft an der autonomen staatlichen Universität von Mexiko sowie der Rechts- und Sozialwissenschaften war er anschließend an verschiedenen lateinamerikanischen Universitäten als Dozent tätig. 1991 bis 1994 war er Generaldirektor der nationalen Währungsbehörde, zugleich ab 1992 des Instituts für soziale und politische Studien (IGESP).
Er trat der Christdemokratischen Partei (PDCG) bei und war von 1992 bis 1994 deren Generalsekretär. 1994 wurde er Abgeordneter im Kongress der Republik Guatemala und Fraktionsvorsitzender. Wegen eines Zerwürfnisses mit der Parteispitze verließ er 1995 die PDCG und trat der rechtsstehenden Republikanischen Front Guatemalas (FRG) des ehemaligen Präsidenten Efraín Ríos Montt bei. Er wurde Kandidat bei den im selben Jahr stattfindenden Präsidentschaftswahlen, unterlag in der Stichwahl aber knapp gegen Alvaro Arzú Irigoyen. Vier Jahre später konnte er sich bei den Präsidentschaftswahlen am 26. Dezember 1999 in der Stichwahl durchsetzen und wurde am 14. Januar 2000 als Staats- und Regierungschef vereidigt. Sein Nachfolger wurde 2004 Óscar Berger Perdomo.
Nach dem Ende seiner Amtszeit verließ er Guatemala in Richtung Mexiko. In Guatemala ermittelte die Staatsanwaltschaft wegen Korruptionsverdachts gegen ihn und beantragte seine Auslieferung aus Mexiko. Diese wurde 2006 von der mexikanischen Regierung bewilligt, wogegen Portillo Rechtsmittel einlegte. Im Januar 2008 urteilte der Oberste Gerichtshof in Mexiko gegen ihn und am 7. Oktober 2008 erfolgte seine Auslieferung nach Guatemala. Ihm wurde vorgeworfen während seiner Amtszeit 120 Millionen Quetzales (umgerechnet etwa 11,6 Millionen Euro) veruntreut zu haben. Er wies diese Vorwürfe zurück und beschuldigte die Nachfolgeregierung von Óscar Berger ihn auf diese Weise politisch verfolgt zu haben.
Im Mai 2011 wurde in Guatemala das Verfahren gegen ihn aus Mangel an Beweisen eingestellt.
Ende August 2011 beschloss das Verfassungsgericht von Guatemala, Alfonso Portillo an die Vereinigten Staaten auszuliefern; am 24. Mai 2013 wurde Portillo schließlich ausgeliefert. Die USA warfen ihm Geldwäsche im Umfang von 70 Millionen US$ vor. Am 22. Mai 2014 wurde Portillo von einem Bundesgericht in Manhattan zu 70 Monaten Gefängnis verurteilt, u. a. weil er, um die Anerkennung der Volksrepublik China durch Guatemala zu verhindern, Bestechungsgelder aus Taiwan angenommen und davon 2,5 Millionen US$ auf Privatkonten in den USA überwiesen hatte.